# Les Pieux
Les Pieux är en kommun i departementet Manche i regionen Normandie i norra Frankrike. Kommunen ligger i kantonen Les Pieux som tillhör arrondissementet Cherbourg. År 2022 hade Les Pieux 3 266 invånare.

## Befolkningsutveckling
Antalet invånare i kommunen Les Pieux
| Referens: INSEE |